# Battlecross
Battlecross — группа из США, играющая на стыке жанров thrash metal / melodic death metal.
Квинтет описывает своё звучание как «Трэш-металл для синих воротничков».

## История
Группа была основана в 2003 году в Кантоне, штат Мичиган. Основатели коллектива Тони Аста и Hiran Deraniyagala
были соседями и лучшими друзьями с детства, начала группы были заложены ими ещё во время учёбы в Salem High School.
Различные участники приходили и уходили, тем не менее, в 2007 в группу был принят барабанщик Mike Kreger.
В 2008 и 2010 к группе присоединяются басист Don Slater и вокалист Kyle "Gumby" Gunther соответственно.
Вместе они играют на местных шоу в Детройте и по всему Среднему Западу, выступают на разогреве у
Dying Fetus, GWAR, DevilDriver, The Absence, Vital Remains
и The Faceless.

## Дискография
- Demo (Демо, 2005, издано группой)
- Push Pull Destroy (Альбом, 2010, издано группой)
- Pursuit of Honor (Альбом, 2011, Metal Blade Records)
- Hostile, кавер-версия на группу Pantera (Сингл, август 2012. Metal Blade Records). Релиз вышел только на iTunes.
- War of Will (Альбом, 2013, Metal Blade Records)
- Force Fed Lies (Сингл, 2013, Metal Blade Records)
- Rise to Power (Альбом, 2015, Metal Blade Records)

### Видеоклипы
| Название            | Год  |
| ------------------- | ---- |
| «Push Pull Destroy» | 2011 |
| «Kaleb»             | 2011 |
| «Flesh & Bone»      | 2013 |
| «Never Coming Back» | 2013 |
| «My Vaccine»        | 2014 |
| «Absence»           | 2015 |

## Участники группы

### Текущий состав
- Tony Asta – гитара (с 2003)
- Hiran Deraniyagala – гитара (с 2003)
- Don Slater – бас (с 2008)
- Kyle "Gumby" Gunther – вокал (с 2010)

### Текущие участники тура
- Kevin Talley – барабаны (с 2013)
- Josean Orta – барабаны (2012, в Канаде)

### Бывшие участники
- Mike Kreger – барабаны (2007–2013)
- Marshall Wood – вокал
- Jay Saling – бас, вокал
- Jason Leone – барабаны
- Michael Heugel - барабаны

## Внешние ссылки
- Официальный сайт
- Battlecross на лейбле Metal Blade Records
- Официальная страница на Facebook
- Официальный твиттер
- Официальный Instagram
- Официальная страница Battlecross (англ.) на сайте Myspace